# Palmy
Palmy (Eva Parnchareun; Bangkok, 7 de agosto de 1981) es una cantante de pop tailandesa. Ha grabado varios discos y DVD de sus conciertos realizados sobre la etiqueta del GMM Grammy, comenzando con su álbum homónimo debut en solitario, Palmy, en 2001. Palmy ha explorado una variedad de estilos de la música popular en cada uno de sus tres álbumes en solitario y ha colaborado con la banda de ska de Tailandia T-Bone para crear versiones experimentales de sus éxitos (Flower Power de conciertos y el álbum acústico.) Aunque su más reciente grabación en solitario fue Beautiful Ride en 2006, continúa siendo una grabación en vivo con T-Bone, y aparece como la vocalista invitada en otros conciertos y festivales de la música. Ella es ante todo éxito en los países asiáticos (Tailandia, Japón y Corea), pero también ha realizado conciertos en Australia y el Reino Unido.

## Premios
2001 Most Popular New Artist, Channel [V] Thailand Music Video Awards 2001
2002 Female Singer, Elle Style Awards 2002 Elle (Tailandia) Magazines

2002 Best of Thai Female Pop Song, Music Society of Thailand

2002 Best Female Singer for National Youth, National Youth Bureau (NYB)
2003 Best Female Singer for National Youth, National Youth Bureau (NYB)

2003 Best Female Singer, Sea-Son Award

2003 Most Popular Female Artist, Channel [V] Thailand Music Video Award III

## Discografía

### Palmy
1. Yark rong dang dang (อยากร้องดังดัง)
2. Yoo tor dai reu plow (อยู่ต่อได้หรือเปล่า)
3. Paed mong chao wan ang kan (แปดโมงเช้าวันอังคาร)
4. Kao leum (เขาลืม)
5. Tob tuan (ทบทวน)
6. Klua (กลัว)
7. Peun tee suan tua (พื้นที่ส่วนตัว)
8. San sa bai (แสนสบาย)
9. Fah song chan ma (ฟ้าส่งฉันมา)
10. Fan dee kae mai kee keun (ฝันดีแค่ไม่กี่คืน)

### Stay
1. Tam pen mai tak (ทำเป็นไม่ทัก)
2. Pood mai tem pak (พูดไม่เต็มปาก)
3. Trid sa dee (ทฤษฎี)
4. Chuay ma rub chan tee (ช่วยมารับฉันที)
5. Ched ta na (เจตนา)
6. Kra dod keun fah (กระโดดขึ้นฟ้า)
7. Prung née art mai mee chan (พรุ่งนี้อาจไม่มีฉัน)
8. Kor pai kon diaw (ขอไปคนเดียว)
9. Ni tan (นิทาน)
10. Stay

### Beautiful Ride
1. Tick Tock
2. Ooh!
3. Kwam cheb puad (ความเจ็บปวด)
4. Rong hai ngai ngai kab ruang derm derm (ร้องไห้ง่ายง่ายกับเรื่องเดิมเดิม)
5. Mai mee kam cham kad kwam (ไม่มีคำจำกัดความ)
6. Chak kan trong née (จากกันตรงนี้)
7. Kun chae tee hai pai (กุญแจที่หายไป)
8. Ploy (ปล่อย)
9. Mai mee krai chok rai ta lod (ไม่มีใครโชคร้ายตลอด)
10. Neung na tee (หนึ่งนาที)

### Palmy meets T-bone
1. Tick Tock
2. Ooh!
3. Stay
4. Kwam cheb puad (ความเจ็บปวด)
5. Kun chae tee hai pai (กุญแจที่หายไป)
6. Klua (กลัว)
7. Tob tuan (ทบทวน)
8. Pood mai tem pak (พูดไม่เต็มปาก)
9. Prung née art mai mee chan (พรุ่งนี้อาจไม่มีฉัน)
10. Rong hai ngai ngai kab ruang derm derm (ร้องไห้ง่ายง่ายกับเรื่องเดิมเดิม)
11. Yark rong dang dang (อยากร้องดังดัง)
12. Yoo tor dai reu plow (อยู่ต่อได้หรือเปล่า)

### Special Tracks
1. Bring me to life (Feat. Bodyslam)
2. Don't know why
3. Angel
4. Complicated
5. Leaving on a jet plane
6. Zombie
7. Underneath your clothes
8. Love fool
9. Long bang mai (ลองบ้างไหม)
10. Chi cha (จิ๊จ๊ะ)
11. Tee wang (ที่ว่าง)
12. Yood (หยุด)
13. Tur hen tong fah nan mai (เธอเห็นท้องฟ้านั่นไหม)
14. Chai som som (ใจโทรมๆ)
15. Kwam song cham see chang (ความทรงจำสีจาง) (The original soundtrack of Fan chan)
16. One look one touch (The English version of Chai hai pai loei)

etc.